# Hitoshi Ashida
Pour les articles homonymes, voir Ashida.
Hitoshi Ashida (芦田 均, Ashida Hitoshi, 15 novembre 1887 - 20 juin 1959), est un homme d'État. Il était le 47e Premier ministre du Japon entre le 10 mars 1948 et le 15 octobre 1948.
Il est né à Fukuchiyama, préfecture de Kyōto.